# Louis-Joseph de Beaussier de l'Isle
Pour les articles homonymes, voir Famille de Beaussier, Beaussier et Isle.
Louis-Joseph de Beaussier de l'Isle, né le 15 mars 1701 à Toulon en France et décédé au château de Moliens près de Brest le 4 juin 1765, est un officier de marine français de XVIIIe siècle.

## Biographie

### Origines et famille
Louis-Joseph Beaussier de Lisle appartient à la famille de Beaussier, originaire de Provence, rattachée selon certains auteurs et sans preuves à une famille de Beaussier que l'on trouve au XIIIe siècle. La filiation prouvée remonte à 1560 pour une branche éteinte d’abord condamnée pour usurpation de noblesse puis maintenue noble en 1700 et 1706, et à 1617 pour la branche de Châteauvert, anoblie en 1760 selon l’édit de 1750 sur la noblesse militaire (3 générations successives de chevaliers de Saint-Louis). « Depuis 1666, ils portent le patronyme qui est le plus répandu dans la marine royale. Sortis d'un maître d'équipage au temps de Louis XIV, ils donnent trois chefs d'escadre entre 1764 et 1789. La marine leur a procuré la noblesse en 1760 avec trois générations successives de chevaliers de Saint-Louis (…) Beaussier de Châteauvert, roturier jusqu'à l'âge de 36 ans, vient siéger aux États généraux comme député de la noblesse de Normandie. ». Elle a donné à la Marine royale dix-huit officiers dont trois officiers navigants et deux au service des ports, à la fin du XVIIe siècle.
Il est le deuxième fils de Louis Beaussier, capitaine de port, et de Claire Portanier. Son frère ainé, André Beaussier de Châteauvert servira comme lui dans la Marine et sera fait chef d'escadre.

### Carrière dans la Marine royale
Il commença à naviguer en 1716, à l'âge de quatorze ans, sur divers navires marchands en mer du Levant et en Suède. Il entre dans la Marine royale en 1724 comme « jeune pilote » à bord du navire Le Solide pour un voyage à Constantinople. Il se trouve au bombardement de Tripoli en 1728. Après avoir croisé au large de l’Afrique du Nord et au Levant, il est nommé enseigne de port à Brest le 1er janvier 1732. Il participe à des campagnes dans les eaux européennes, puis il est promu lieutenant de port le 1er mars 1739.

#### Guerre de Succession d'Autriche
Commandant de frégate en 1744, il reçoit le commandement de la flûte Le Chameau en 1744–1745, à bord de laquelle il effectue une campagne en Louisiane et à Saint-Domingue. En septembre 1746, on lui confie le commandement de la frégate La Subtile, avec mission d’escorter des convois sur les côtes de Bretagne et d’aller à la rencontre des débris de l’escadre du duc d’Anville revenant de l’Acadie. Le 29 novembre, il rencontra au large de Port-Louis, deux escadres anglaises, parvient à échapper à l’une mais il est pris le 30 après une belle défense contre un vaisseau et une frégate. Il est de retour à Brest en janvier 1747. Nommé capitaine de vaisseau et capitaine de port le 1er janvier 1749, il est décoré de la croix de Saint-Louis le 30 mai 1750.

#### Guerre de Sept Ans
En 1755, il reçoit le commandement du vaisseau Le Défenseur dans l'escadre de l'amiral du Bois de La Motte pour ravitailler la Nouvelle-France. En 1756, il est désigné pour le commandement de l'escadre de six bâtiments qui transporte à Québec le marquis de Montcalm, ses officiers et ses 1 500 hommes de troupes. Le 14 mars, commandant Le Héros et La Sirène, ainsi que quatre bâtiments de transports, il part de Brest, ayant à bord des sommes considérables en numéraire, expédiées pour que les troupes n'aient point à souffrir de la dépréciation du papier monnaie au Canada. Le 17 avril 1756, L'Aquilon de 40 canons et La Fidèle (24) mettent hors de combat, à la hauteur de Rochefort, un vaisseau anglais de 56 canons et une frégate de 30 canons. Le commandant accomplit le trajet sans encombre et jette l'ancre en rade de Québec au mois de mai.
Il réussit, malgré l’escadre anglaise commandée par Charles Holmes qui tentait de lui barrer le passage, à entrer à Louisbourg, sur l'île Royale, le 26 juillet. Le capitaine Beaussier dépose à Louisbourg les sommes d'argent qu'on lui avait confiées et en repart le lendemain. Son vaisseau Le Héros, qui devançait deux autres bâtiments de l'escorte, est attaqué par deux vaisseaux anglais, le HMS Grafton et le HMS Nottingham, accompagnés de deux frégates. Seul il tient tête avec tant de vigueur que, au bout de six heures de combat, les assaillants se retirent impuissants après avoir été très endommagés. Rentré de force à Louisbourg, il compte 48 hommes tués et 48 blessés : il est lui-même blessé à la jambe. Le 13 août, il remet à la voile, aborde à Port-Louis, le 6 septembre, avec huit prises en mer et 400 prisonniers et regagne Brest fin-septembre en trompant encore une fois la vigilance des Anglais.
Le second du bâtiment, le comte de Guichen, écrit à Machault, ministre de la Marine : « ce combat fit un honneur infini à M. Beaussier ». En récompense de ses exploits, le roi lui accorde une pension de 1 000 livres.

##### Siège de Louisbourg (1758)

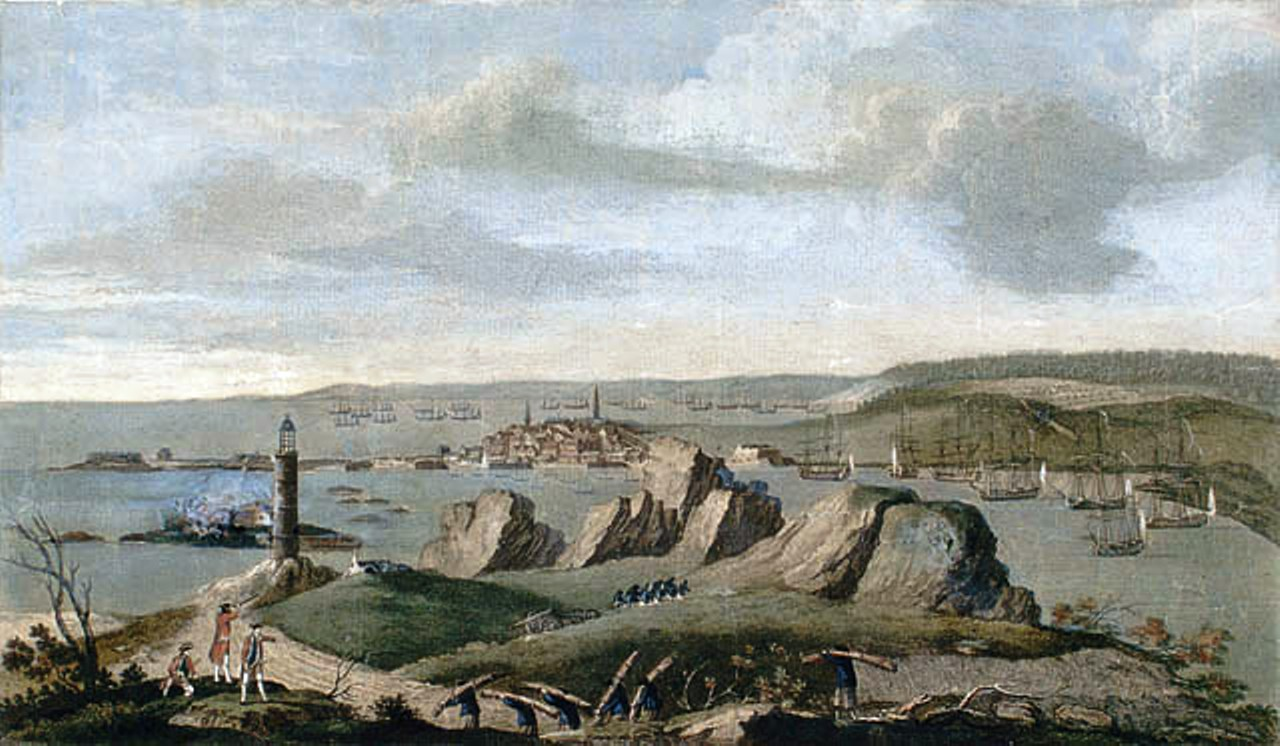
Le siège de Louisbourg en 1758.

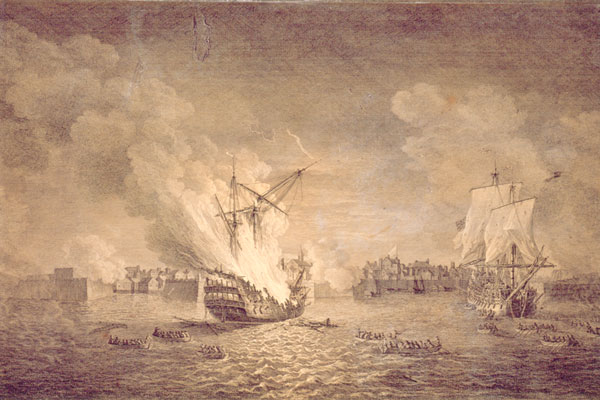
Lors du siège, Beaussier perd ses vaisseaux et se retrouve prisonnier.

En 1757, il croise d'abord dans la Manche. Ses succès incitent le ministre à lui confier une nouvelle mission à destination de Louisbourg à la fin de 1757, mais la maladie l'en empêche et on lui substitue un autre officier supérieur. Toutefois au mois de mars 1758, la situation de cette ville étant devenue très critique, et la santé de Beaussier s'étant suffisamment rétabli, la section de la flotte qu'il commandait est désignée pour voler au secours de la place contre toute attaque des escadres britanniques. Des vents contraires retardent son départ de Brest jusqu'au 10 avril. Quand il peut mettre à la voile, il embarque sur ses quatre vaisseaux, accompagnés d'une frégate, un bataillon de troupes mercenaires, le contingent suisse, qui dans la suite est cause de quelques ennuis. Après une traversée de quatorze jours seulement, « il atteignit sa destination, ayant échappé à la flotte anglaise qui lui barrait la route. Mais il ne tarda point à se voir embouteiller dans le port par les Anglais. Se rendant aussitôt compte que la situation était désespérée, M. Beaussier et les autres officiers de marine proposèrent, vers le 8 juin, que la flotte tentât de sortir, alors que la chose leur semblait encore possible. Le Conseil de Louisbourg leur refusa son assentiment. Le résultat fut que les vaisseaux furent incendiés ou pris, et les officiers furent faits prisonniers avec la garnison. »
Il participe avec Augustin de Drucourt et Jean-Antoine de Charry des Gouttes à la défense de la place lors de laquelle il perd les cinq vaisseaux de sa division. Beaussier est fait prisonnier avec toute la garnison le 27 juillet 1758.
Remis en liberté en 1762, il reçoit le commandement du port de Brest. Il dresse, sur ordre de M. de Roquefeuil, un plan de la rivière de Châteaulin, et démontre la possibilité d'établir une réserve de vaisseaux à Landévennec, ce qui sera fait par la suite. Bientôt le ministre de la Marine le nomme comme second au comte d'Estaing dans le projet expédition pour la conquête du Brésil, la plus importante colonie que le Portugal, allié de l'Angleterre, possédait en Amérique. Il doit pour cela embarquer sur le Royal Louis, suivi par huit vaisseaux de ligne et dix transports de troupes. Dans ses instructions le ministre demandait que Rio de Janeiro soit attaqué à tout hasard, que les risques les plus grands soient courus, sans s'occuper des conséquences, pourvu que les pertes que l'on infligerait à l'ennemi soient équivalentes à celles des Français, le principal but de l'expédition était de rendre à la nation sa confiance dans la Marine royale. Cependant, la signature des préliminaires de la paix font annuler cette opération.
En avril 1763, toujours sur le Royal Louis, il reçoit la mission de reprendre possession de la Martinique, de la Guadeloupe, et de Sainte-Lucie, rendues à la France par le traité de paix de Paris. Beaussier est aussi nommé commandant aux Iles-sous-le-Vent et à Saint-Domingue. Le 1er octobre 1764, le duc de Choiseul le promeut au grade de chef d'escadre en reconnaissance de ses services, mais il meurt peu après, le 4 juin 1765.

## Jugement et postérité
L'historien de marine, Étienne Taillemite dit de lui :
Doué d’une « intelligence singulière pour tout ce qui concerne les travaux du port et d’une application infatigable pour ce pénible détail », Beaussier fit également preuve en mer des plus brillantes qualités de manœuvrier et de combattant.

## Mariage et descendance
Il épouse le 10 novembre 1757 à Brest, Louise-Françoise Jouenne de Lorière, fille de Gallien Jouenne de Losriesre, chevalier de Saint-Louis, et de dame Céleste de Tiange. De cette union naissent :
- Louis-Bernard, mort en bas âge ;
- Claire-Céleste-Louise de Beaussier, mariée à François-Charles Desson, vicomte de Saint-Aignan, capitaine de vaisseau ; ils auront pour fils unique Louis Desson, vicomte de Saint-Aignan, gros propriétaire terrien et maire de Ploumoguer.
- Angélique-Louise de Beaussier, mariée au comte de Soulanges, qui, avec d'Hervilly et Sombreuil, commanda l'expédition de Quiberon.

### Source et bibliographie
- Louis Le Jeune, « Louis-Joseph de Beaussier de l’Isle », Dictionnaire général de biographie, histoire, littérature, agriculture, commerce, industrie et des arts, sciences, mœurs, coutumes, institutions politiques et religieuses du Canada, Ottawa, Canada, Université d’Ottawa, vol. 1, no d'édition,‎ 1931, p. 142-143
- Étienne Taillemite, Dictionnaire des marins français (nouvelle édition revue et augmentée), Paris, éditions Tallandier, 2002, 573 p. (ISBN 2-84734-008-4)
- Gustave Chaix d'Est-Ange, Dictionnaire des familles françaises anciennes ou notables à la fin du XIXe siècle, vol. 3, 1904 (lire en ligne), p. 205-207
- Michel Vergé-Franceschi, Marine et Révolution. Les officiers de 1789 et leur devenir, Histoire, économie & société, 1990 (lire en ligne), p. 262
- Michel Vergé-Franceschi (dir.), Dictionnaire d'histoire maritime, Paris, éditions Robert Laffont, coll. « Bouquins », 2002, 1508 p. (ISBN 2-221-08751-8 et 2-221-09744-0, BNF 38825325)
- Michel Vergé-Franceschi, Les officiers généraux de la marine royale : 1715-1774. Le littoral, l'intérieur, Librairie de l'Inde, 1990, p. 35
- Jacques Aman, Les officiers bleus dans la marine française au XVIIIe siècle, Librairie Droz, 1976 (lire en ligne), p. 129
- Ludovic de Magny, Le nobiliaire universel, Institut Héraldique, 1836 (lire en ligne), p. 216-217
- Prosper Levot, Les Gloires maritimes de la France, Bertrand, 1866 (lire en ligne), p. 22-23
- Octave Teissier, Histoire de Toulon au moyen âge, précédée d'une notice topographique, Dumoulin, 1869, 175 p. (lire en ligne)
- Georges Lacour-Gayet, La Marine militaire de la France sous le règne de Louis XV, Honoré Champion éditeur, 1910 (1re éd. 1902) (lire en ligne)